# Monopoly Tycoon
Monopoly Tycoon es un videojuego de PC basado en el juego de mesa Monopoly, publicado en 2001. Sin embargo, en vez de usar dados, el juego confía más en la velocidad e innovación de los jugadores. En el modo estándar, el usuario juega contra los opositores AI. En la versión de multijugador, los jugadores van en contra de otros jugadores en línea para ganar.
Hay varios niveles con dificultad progresiva. Unos implican la prosperidad solamente financiera de los negocios mientras los otros implican el éxito en la arena política. Pero el objetivo primario de la mayor parte de niveles es acumular la mayor parte de riqueza en el tiempo dado.
- Datos: Q1787009